# Alternanthera aquatica
Alternanthera aquatica là loài thực vật có hoa thuộc họ Dền. Loài này được (Parodi) Chodat mô tả khoa học đầu tiên năm 1926.